# ONE Fight Night 15
ONE Fight Night 15: Le vs. Freymanov fue un evento de deportes de combate producido por ONE Championship llevado a cabo el 6 de octubre de 2023, en el Lumpinee Boxing Stadium en Bangkok, Tailandia.

## Historia
Una pelea por el Campeonato Mundial de Muay Thai de Peso Pluma de ONE entre el actual campeón Tawanchai P.K. Saenchai y el ex-Campeón Mundial de Kickboxing de Peso Pluma de ONE Superbon Singha Mawynn estaba programada para encabezar el evento. Sin embargo, Superbon fue obligado a retirarse la pelea por una lesión de pierna y fue reemplazado por Jo Nattawut en una pelea de kickboxing. Como resultado, una pelea por el Campeonato Interino de Peso Pluma de ONE entre el ex-campeón Thanh Le (además de ex-campeón interino de peso pluma de LFA) y Ilya Freymanov fue promovida como el nuevo evento estelar.
Una pelea por el Campeonato Mundial Vacante de Kickboxing de Peso Gallo de ONE entre el actual Campeón Mundial de MMA de Peso Gallo de ONE Fabricio Andrade y el Campeón Mundial de Muay Thai de Peso Gallo de ONE Jonathan Haggerty estaba programada para llevarse a cabo en el evento. El ex-campeón Petchtanong Petchfergus fue despojado del título debido a un test positivo por metenolona y boldenona, sustancias prohibidas según la World Anti-Doping Agency (WADA). Sin embargo, la pelea fue trasladada a ONE Fight Night 16.
Una pelea por el Campeonato Mundial de Kickboxing de Peso Paja de ONE entre el actual campeón Jonathan Di Bella y Danial Williams se llevó a cabo en el evento.
El Campeón Mundial de Submission Grappling de Peso Mosca de ONE Mikey Musumeci enfrentó a Shinya Aoki en una pelea de grappling de peso abierto no-titular en el evento.
Una pelea de peso paja entre el ex-campeón Joshua Pacio y el campeón de peso mosca de Eagle FC Mansur Malachiev se llevó a cabo en el evento.
Una pelea de peso mosca entre el ex-retador titular de peso mosca de ONE Danny Kingad y Hu Yong estaba programada para llevarse a cabo en el evento. Sin embargo, Kingad se retiró de la eplea por una lesión de tobilla y fue reemplazado por Eko Roni Saputra.

## Resultados
1. ↑  Por el Campeonato Interino de Peso Pluma de ONE.
2. ↑  Por el Campeonato Mundial de Kickboxing de Peso Paja de ONE.

## Bonificaciones
Los siguientes peleadores recibieron bonos de $50.000.
- Actuación de la Noche: Thanh Le, Mikey Musumeci y Zhang Lipeng